# Музей Опстерланда
Музей Опстерланда (нід. Museum Opsterland, фриз. Museum Opsterlân) — краєзнавчий музей, розташований у нідерландському місті Горредейк, провінція Фрисландія. Будівля музею — національна пам'ятка архітектури Нідерландів.
Музей присвячений історії регіону і, зокрема, муніципалітету Опстерланд. Постійна експозиція складається з п'яти частин:
- історія міста Горредейк;
- видобуток торфу в регіоні та його вплив на довкілля;
- аристократи й благодійники міста;
- геологія й археологія;
- історія місцевих євреїв.

Також проводяться тимчасові виставки, переважно, присвячені історії муніципалітету та місцевому мистецтву.